# Dätgen
Dätgen là một thị trấn thuộc huyện Rendsburg-Eckernförde, bang Schleswig-Holstein.